# NGC 2891
NGC 2891 é uma galáxia elíptica (E-S0) localizada na direcção da constelação de Pyxis. Possui uma declinação de -24° 46' 58" e uma ascensão recta de 9 horas, 26 minutos e 56,6 segundos.
A galáxia NGC 2891 foi descoberta em 23 de Janeiro de 1835 por John Herschel.